# Fundición centrifugada

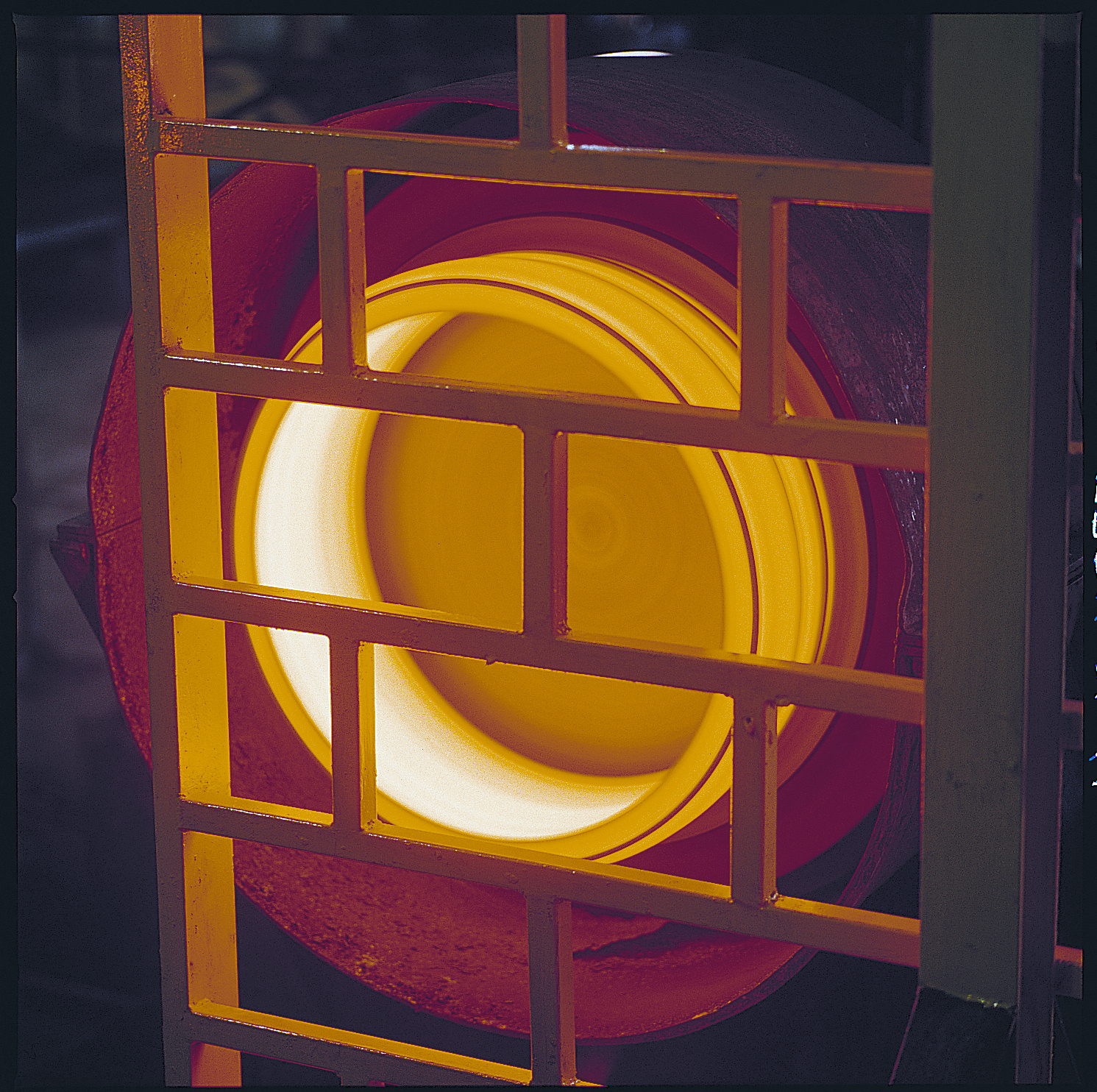
Horno centrífugo para metal.

El proceso de fundición centrifugada o centrífuga, consiste en depositar una capa de fundición líquida en un molde de revolución girando a gran velocidad y solidificar rápidamente el metal mediante un enfriamiento continuo del molde o coquilla. Las aplicaciones de este tipo de fundición son muy variadas, yendo desde la fabricación de telescopios o partes de joyería hasta las tuberías, este procedimiento frecuentemente utilizado para la fabricación de tubos sin costura, camisas y demás objetos simétricos.

## Tecnología
El metal se vierte caliente y fluido en una espiral que se transforma inmediatamente en una capa regular y continua del metal líquido, mantenida en forma cilíndrica por las fuerzas de inercia centrífugas creadas por la rotación de la coquilla. Esta fuerza centrífuga que se desarrolla lanza el metal líquido contra las paredes del molde y aumenta su presión, facilitando el llenado de los huecos y la solidificación en este estado. Simultáneamente se refrigera la coquilla por su exterior para absorber el calor y bajar la temperatura de la fundición hasta la temperatura de solidificación. 
En el curso de su enfriamiento, el metal líquido sufre una contracción térmica progresiva. El enfriamiento que sigue tiene como efecto una contracción térmica suplementaria del elemento sólido, que se despega de la coquilla y puede entonces extraerse. 
Tiene una mayor fiabilidad que piezas de fundición estática. Son relativamente libre de la porosidad del gas y la contracción. Muchas veces, los tratamientos de superficie, como carburación, temple y nitruración tiene que ser utilizado cuando un desgaste
superficie resistente debe combinarse con una superficie dura y resistente exterior.
Una de estas aplicaciones es la tubería bimetálica compuesta por dos concéntricos separados, capas de diferentes aleaciones y metales unidos entre sí. Estos tubos pueden ser económicamente utilizados en muchas aplicaciones y puede ser producido por el proceso de fundición centrífuga.
Las características de la fundición dependen de varios parámetros que deben controlarse para tener una producción uniforme. Estos factores son, principalmente: 
- la temperatura de colada
- la composición del material a utilizar

Las instalaciones suelen ser muy costosas y sólo se amortizan fabricando grandes series.
Este método de conformación por moldeo tiene su génesis en el desarrollo de las tuberías para saneamiento.
La colada centrífuga es adecuada para la fabricación de cuerpos de revolución huecos, por ejemplo tubos, cilindros, y también casquillos de cojinete.
El proceso es adecuado para la producción de estructuras de gran diámetro - tubos
de petróleo, instalaciones de la industria química y suministro de agua, etc.
Existen distintos moldes o matrices para trabajar en la fundición centrífuga. Por ejemplo, el caucho vulcanizado es muy productivo en metales de bajo punto de fusión, mediante estas matrices de secciones circulares y diámetro rabiados dependiendo del tipo de centrífuga, se pueden obtener mucha cantidad de piezas en una sola colada.

## Antecedentes históricos
Ya al principio del siglo XIX nació la idea de emplear la fuerza centrífuga para fundir los objetos de metal; perteneció a Antonio Eckhardt (patente en el año 1809), pero la insuficiencia técnica de las máquinas frenaba su aplicación práctica por la imposibilidad de conseguir el número necesario de revoluciones que dieran la fuerza centrífuga necesaria.
En el año 1848 fue otorgada la primera patente en los Estados Unidos a T.G. Lovegrove, de Baltimore.
Poco después de progresar la técnica Fernando Arens, en colaboración con Sensaud de De Lavaud, en Brasil, lograron por fin, en 1914, aplicar la fuerza centrífuga en la fundición de metales a escala industrial.
Desde el año 1915 se fabrican en Argentina, en los talleres Tamet, tubos centrifugados con una máquina de tipo Arens y De Lavaud.
En 1867 Joseph Monier puso en circulación los tubos de hormigón armado.
En 1913 los italianos Diego Matteo y Adolfo Mazza ofrecieron otra variedad de tubos de cemento.
Últimamente, la técnica de la construcción se enriqueció con muestras de vidrio termoaislante como material básico en la fabricación. Bloques de vidrio huecos, placas de revestimiento y paneles decorativos hicieron su aparición.
En 1941 N. P. Waganoff fabricó tubos de vidrio por el método de centrifugación, que, por la sencillez de la fabricación y por el bajo coste de la misma, supuso una revolución en los métodos de fundición.
En la actualidad este tipo de fundición está muy desarrollada y extendida, pudiéndose encontrar una gran variedad de productos realizados con este método.

## Ventajas y desventajas

### Ventajas
- Uniformidad por las propiedades del metal a utilizar.
- Se utiliza menos material que con otros procesos.
- No hay necesidad de montante.
- Se logran las dimensiones requeridas en el exterior de la fundición.
- Se producen menos desechos.

### Desventajas
- Es necesaria la utilización de un equipo extra para lograr la rotación del molde.
- El interior de las piezas suele contener impurezas.

- Datos: Q1531066
- Multimedia: Centrifugal casting / Q1531066